# 조동화 (야구인)
조동화(趙東和, 1981년 3월 22일 ~ )는 전 KBO 리그 SK 와이번스의 외야수이자, 현재 KBO 리그 SSG 랜더스의 작전/주루(3루)코치이다. 그의 동생은 전 KBO 리그 삼성 라이온즈의 내야수, 외야수이자, 현 KBO 리그 삼성 라이온즈의 수비코치인 조동찬이다.

## 선수 시절

### SK 와이번스시절
프로 지명을 받지 못해 육성선수로 입단했다.
2000년에 입단한 후 총 10경기만 출장해 이렇다 할 모습을 보여주지 못했다.

### 상무 야구단시절
2002년 시즌 후에 입단하였다.

### SK 와이번스복귀
제대 후 2005년 시즌에 1군으로 올라와 110경기에 출장해 2할대 타율, 74안타, 19도루를 기록하며 본격적으로 자리잡기 시작했다. 2007년 시즌에는 25도루로 첫 20도루를 넘겼고 2010년 시즌에는 정규 이닝에서 필요할 때마다 적시타를 쳐 내는 해결사의 모습도 보임과 동시에 외야수에서 뛰어난 수비력을 보여주며 주전 외야수로 자리잡았다. 2013년 시즌에는 첫 규정 타석을 채우며, 2할대 타율, 24도루를 기록했고, 2014년 시즌에는 37도루, 52타점을 기록하며 데뷔 후 최다 도루, 최다 타점을 기록했다. 그 해 FA에서 4년 총액 22억원에 잔류했다. 재빠르진 않지만 작은 체구에서 나오는 민첩함과 집중력, 주루 센스로 외야수로 자리를 잡았다.
2016년 이후로 1군 경기에 단 한 경기도 출전하지 못했고, 결국 2018년 7월 16일에 은퇴를 선언했다.

## 야구선수 은퇴 후
2019년부터 SK 와이번스의 2군 작전/주루코치로 활동하다가 팀 사정상 주루코치로도 활동했다.

## 별명
- 정규 시즌 후반기와 포스트 시즌에서 활약을 많이 해서 '가을동화'라고 불렸다.

## 출신 학교
- 공주중동초등학교
- 공주중학교
- 공주고등학교

## 통산 기록
| 연도 | 팀명   | 타율  | 경기 | 타수 | 득점 | 안타 | 2루타 | 3루타 | 홈런 | 타점 | 도루 | 도실 | 볼넷 | 사구 | 삼진 | 병살 | 실책 |
| ---- | ------ | ----- | ---- | ---- | ---- | ---- | ----- | ----- | ---- | ---- | ---- | ---- | ---- | ---- | ---- | ---- | ---- |
| 2001 | SK     | 0.167 | 6    | 6    | 0    | 1    | 0     | 0     | 0    | 1    | 0    | 0    | 0    | 0    | 1    | 0    | 0    |
| 2002 | SK     | 0.000 | 4    | 1    | 1    | 0    | 0     | 0     | 0    | 0    | 0    | 0    | 0    | 0    | 0    | 0    | 0    |
| 2005 | SK     | 0.263 | 110  | 281  | 41   | 74   | 2     | 4     | 1    | 19   | 19   | 5    | 19   | 3    | 55   | 2    | 1    |
| 2006 | SK     | 0.201 | 65   | 139  | 20   | 28   | 3     | 4     | 0    | 12   | 8    | 1    | 11   | 2    | 25   | 1    | 2    |
| 2007 | SK     | 0.272 | 121  | 290  | 48   | 79   | 8     | 3     | 0    | 18   | 25   | 6    | 31   | 7    | 59   | 1    | 1    |
| 2008 | SK     | 0.279 | 103  | 283  | 43   | 79   | 4     | 4     | 1    | 26   | 19   | 3    | 33   | 3    | 56   | 6    | 0    |
| 2009 | SK     | 0.178 | 102  | 169  | 22   | 30   | 4     | 3     | 0    | 8    | 7    | 3    | 8    | 3    | 49   | 2    | 1    |
| 2010 | SK     | 0.244 | 115  | 250  | 38   | 61   | 7     | 1     | 3    | 27   | 15   | 2    | 27   | 7    | 56   | 1    | 0    |
| 2011 | SK     | 0.236 | 114  | 296  | 42   | 70   | 9     | 2     | 0    | 16   | 10   | 6    | 27   | 1    | 51   | 1    | 2    |
| 2012 | SK     | 0.242 | 24   | 62   | 6    | 15   | 2     | 0     | 0    | 3    | 3    | 3    | 7    | 0    | 16   | 0    | 2    |
| 2013 | SK     | 0.256 | 105  | 332  | 52   | 85   | 11    | 3     | 0    | 19   | 24   | 9    | 46   | 8    | 76   | 3    | 1    |
| 2014 | SK     | 0.262 | 125  | 443  | 74   | 116  | 12    | 5     | 2    | 52   | 37   | 7    | 43   | 4    | 72   | 8    | 1    |
| 2015 | SK     | 0.261 | 119  | 245  | 38   | 64   | 6     | 1     | 2    | 15   | 18   | 3    | 30   | 5    | 50   | 2    | 1    |
| 2016 | SK     | 0.238 | 76   | 143  | 24   | 34   | 5     | 0     | 0    | 16   | 6    | 2    | 15   | 4    | 17   | 2    | 2    |
| 통산 | 14시즌 | 0.250 | 1189 | 2940 | 449  | 736  | 73    | 30    | 9    | 232  | 191  | 50   | 297  | 47   | 583  | 29   | 14   |